# Sudbourne
Sudbourne is een civil parish in het Engelse graafschap Suffolk. In 2001 telde het civil parish 307 inwoners.